# Себеос
Себеос (грабар Սեբէոս; предположительно начало VII века — после 661 года) — армянский историк VII века, автор «Истории императора Иракла», посвящённой периоду царствования византийского императора Ираклия I (610—641). Изложение доведено до 661 года. Участник Двинского собора 645 года. Был первым автором, который описывал раннюю мусульманскую экспансию.

## «История императора Иракла»

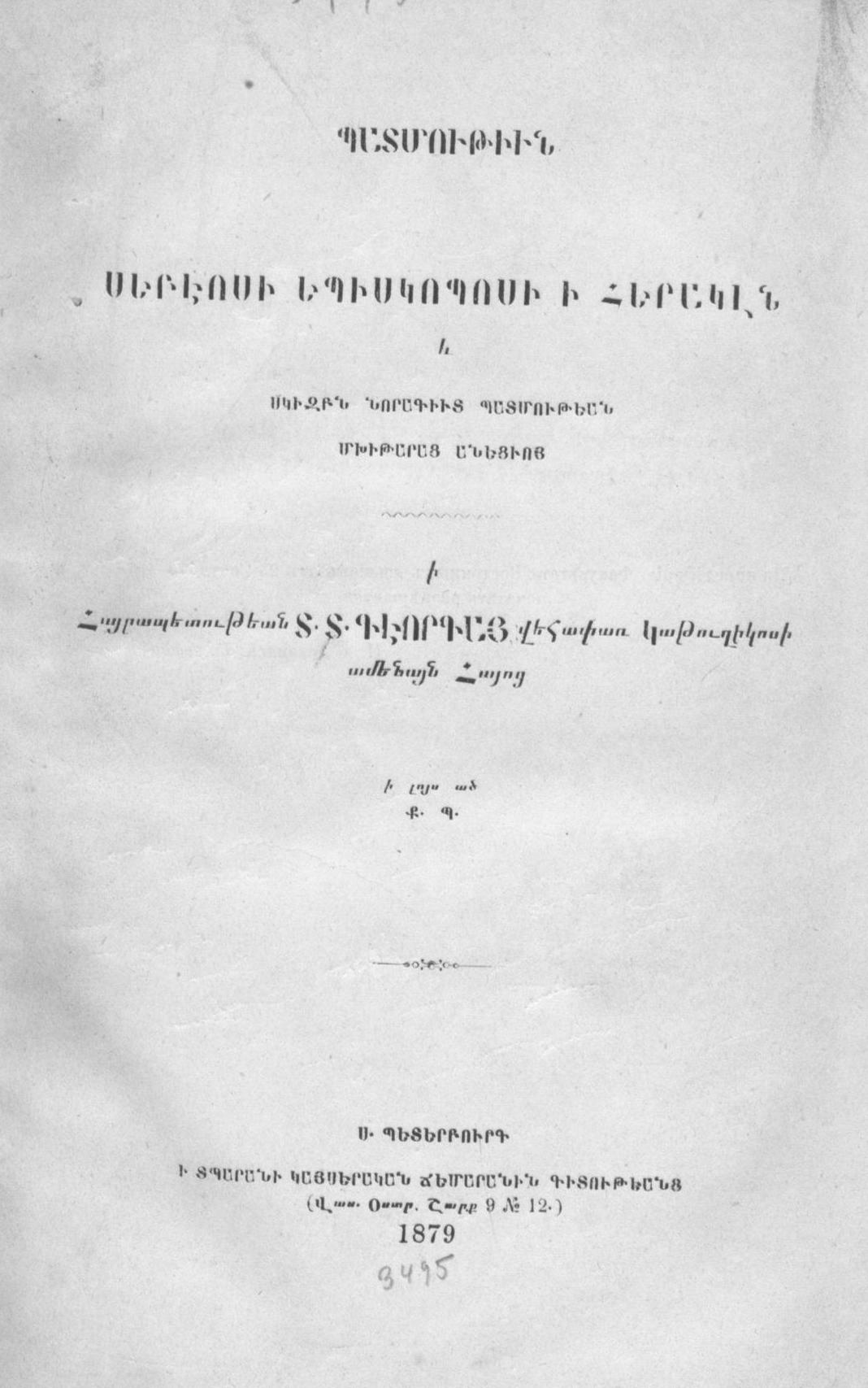
Страница издания «Истории императора Иракла» 1879 года

История Себеоса содержит подробное описание периода господства в Армении Сасанидов вплоть до её завоевания арабами в 661 году. В книге описаны византийско-сасанидские войны, во время которых бо́льшая часть Армении переходит к Византии. Себеос подробно описывает длительную войну, которую после убийства императора Маврикия (582—602) вёл против Византии сасанидский шахиншах Хосров II Парвиз (590—628). Персы тогда дошли до Константинополя, однако при императоре Ираклии I (610—641) византийские войска начали контрнаступление и захватили столицу Сасанидов — Ктесифон, после чего между обоими государствами был заключен мирный договор.
В последних главах своего сочинения Себеос повествует о том, как арабы вышли на историческую арену, подчинили власти Халифата Иран, Месопотамию, Палестину, Сирию, Армению, о том, как в арабских войсках начинаются смуты, которые пресёк халиф Муавия (661—680).
В «Истории императора Иракла» описаны ирано-византийские войны VII века, походы арабов, внутреннее положение Армении и т. п. В этом сочинении сохранились также 2 части, в которых изложены легендарный период истории Армении и её история в I—V столетии. Эти части, известные под названием «Начальная история Анонима», по мнению некоторых исследователей, не имеют отношения к «Истории» Себеоса, а принадлежит историку Map Абас Катине.
Впервые книга Себеоса была издана в 1851 году в Константинополе.
Среди прочего, Себеос одним из первых в истории упоминает о пророке Мухаммеде:
В это время из среды тех же сынов Исмаила появился некий человек, по имени Магомет, купец[159], и будто по повелению бога стал проповедывать, что истинный путь — это признание бога Авраама; причем он был сведущ и хорошо знал Моисееву историю. Так как веление было свыше, то все, как по единому приказу, единодушно приняли новый закон, оставили суетные богослужения, обратились к живому богу, который явился их отцу Аврааму. Магомет установил для них правила: не есть мертвечины, не пить вина, не лгать, не прелюбодействовать. Он им сказал: «Бог клятвенно обещал ту страну Аврааму и его потомкам на вечные времена и он исполнил свое обещание за то время, пока он любил Исраила. Вы же ведь тоже сыновья Авраама, и бог свой обет Аврааму и его потомкам исполнит в отношении вас, только любите бога Авраама и идите, займите вашу землю, которую бог дал вашему отцу Аврааму, и никто не сможет противостоять вам войной, ибо бог с вами».

### Переводы на русский язык
- История императора Иракла. Сочинение епископа Себеоса, писателя VII века. М. 1862, перевод К. Патканьяна доступный текст
- История епископа Себеоса. Ереван. АрмФАН-А. 1939, перевод Малхасянц А. доступный текст
- История императора Ираклия в: Армянские источники о Средней Азии V—VII вв. М. Наука. 1979, перевод Тер-Мкртичян Л. Х. доступный текст

## Публикации
- Епископ Себеос. История императора Иракла. Никифор Вриенний. Исторические записки (976-1087) / Изд. подгот. А. И. Цепков. — Рязань: Александрия, 2006. — 400 с. — (Византийская историческая библиотека). — ISBN 5-94460-027-6.